# Херцог, Адольф
Адольф Херцог (нем. Adolf Herzog; род. 6 июня 1953) — австрийский шахматист.
Чемпион Австрии (1979 и 1983). В составе сборной Австрии участник 2-х Олимпиад (1980—1982).

## Изменения рейтинга
| Графики недоступны из-за технических проблем. См. информацию на Фабрикаторе и на mediawiki.org. |